# 167년

## 연호
- 후한(後漢) 연희(延熹) 10년
- 후한(後漢) 영강(永康) 원년

## 기년
- 후한(後漢) 환제(桓帝) 21년
- 신라(新羅) 아달라 이사금(阿達羅泥師今) 14년
- 고구려(高句麗) 신대왕(新大王) 3년
- 백제(百濟) 초고왕(肖古王) 2년

## 사건
- 봄, 동강(東羌)·선령강(先零羌) 5~6천기(騎)기가 관중(關中)에 쳐들어와 대우(祋祤)를 포위하고 운양(雲陽)을 약탈하였다.[1]
- 여름, 강족이 다시 공격하여 양영(兩營)을 함락하고, 1천여명을 죽였다.[2]
- 음력 7월 백제가 신라를 침공, 2개 성을 함락시키고 주민 1천을 사로잡다.
- 음력 8월 신라의 아달라 이사금이 기병 8천기, 일길찬 흥선이 보병 2만을 이끌고 한수(漢水)를 넘다. 백제가 사로잡은 주민을 반환, 양국간 강화가 성립되다.
- 겨울, 강족의 안미(岸尾)·마별(摩蟞) 등이 동족을 위협하여 삼보(三輔)를 다시 노략질하였다. 장환(張奐)이 사마(司馬) 윤단(尹端)·동탁(董卓)을 함께 보내어 격파하고 이들을 크게 무찔렀으며 우두머리의 목을 베니, 수급(首級)과 포로가 1만여명이었다. 이로서 삼주(三州)가 평정되었다.[3]

## 참고 문헌
- 김부식 (1145), 《삼국사기》 〈권2〉 아달라 이사금 조(條)